# Йозеф Венцел фон Мансфелд-Фордерорт
Йозеф Венцел Йохан Непомук фон Мансфелд-Фордерорт (на немски: Joseph Wenzel Johann Nepomuk von Mansfeld-Vorderort Graf von Fondi; * 12 септември 1735; † 31 март 1780) е граф на Мансфелд-Фордерорт, 4. княз на Мансфелд и Фонди (1780), граф на Фонди в провинция Латина, регион Лацио, Централна Италия.
Той е единствен син на 3. княз Хайнрих Паул Франц II фон Мансфелд-Фордерорт (* 6 юли 1712 в Прага; † 15 февруари 1780 в Прага) и първата му съпруга графиня Мария Йозефа фон Тун-Хоенщайн (* 9 септември 1714; † 17 септември 1740), дъщеря на граф Йохан Франц Йозеф фон Тун-Хоенщайн (1686 – 1720) и графиня Мария Филипина Йозефа фон Харах-Рорау-Танхаузен (1693 – 1763).
Баща му Хайнрих Паул Франц II фон Мансфелд-Фордерорт се жени втори път на 9 април 1741 г. в Прага за графиня Мария Йозефа Чернин з Худениц (1722 – 1772).
Йозеф Венцел Йохан Непомук фон Мансфелд катастрофира на 44 години с карета на 31 март 1780 г. С него родът изчезва по мъжка линия.

## Фамилия
Йозеф Венцел фон Мансфелд-Фордерорт се жени на 9 февруари 1764 г. във Виена за Елизабет фон Регал (* 21 февруари 1742; † сл. 1780), дъщеря на граф Максимилиан Улрих Ернст Гуидобалд фон Регал († 18 ноември 1761, Виена) и графиня Мария Елизабет Траутзон-Фалкенщайн (* 21 октомври 1709; † 1755). Бракът е бездетен.